# Eutrichota anderssoni
Eutrichota anderssoni este o specie de muște din genul Eutrichota, familia Anthomyiidae. A fost descrisă pentru prima dată de Willi Hennig în anul 1972.
Este endemică în Sweden. Conform Catalogue of Life specia Eutrichota anderssoni nu are subspecii cunoscute.